# Empresa privada

Sede principal de las Empresas Polar en Venezuela.

Una empresa privada o empresa particular es un tipo de empresa comercial que es propiedad de inversores privados, no gubernamentales, accionistas o propietarios, y está en contraste con las instituciones estatales, como empresas públicas y organismos gubernamentales. Las empresas privadas constituyen el sector privado de la economía. Un sistema económico que: contiene un gran sector privado donde las empresas de gestión privada, son la columna vertebral de la economía, y el superávit comercial es controlada por los propietarios, que se conoce como el capitalismo. Esto contrasta con el socialismo, donde la industria es de propiedad del Estado o por toda la comunidad en común. El acto de toma de activos en el sector privado se conoce como privatización. El objetivo de la empresa privada, que hace que se diferencie de otras instituciones, es que existe solamente para generar ganancias para los propietarios o accionistas. Para entrar a esa empresa hace falta ser socio o trabajador. Sus dueños pueden ser personas jurídicas o también personas físicas. Lo opuesto es una empresa de capital abierto. La empresa privada no se compone por el gobierno, pero si de sus compañeros los minoristas.
A veces se usa también este concepto para hacer referencia a:
- El sector privado de la economía.
- Los conceptos, en parte ideológicos en parte económicos y en parte jurídicos, de iniciativa privada o libre iniciativa, de libre empresa, y de empresa capitalista.
- Tienen libertad de acción del empresario en los métodos productivos, aunque sometido a ciertas limitaciones referentes a la naturaleza del producto, las condiciones laborales, el sistema de precios, etc.
- Los bienes y servicios que producen están destinados a un mercado, la reacción del cual es un elemento de riesgo de la gestión de la empresa.
- Las relaciones de la empresa con las demás se rigen en cierta forma, más o menos amplia, por la competencia.
- Se rige por el sistema de pérdidas y ganancias y su finalidad principal es magnificar sus beneficios.
- Pueden ser individuales o sociales, según que su titular sea un individuo, una persona física o persona jurídico colectiva o moral.
- El Estado no tiene obligación de asistir económicamente a las empresas privadas en caso de quiebra o dificultad, salvo excepciones de interés nacional (rescate financiero).

Existen varios tipos de empresas privadas entre las cuales encontramos a las unipersonales, estas son propiedad de un solo accionista, por ende, este será el único responsable de responder por las deudas adquiridas de su empresa. Las asociaciones son otro tipo, la cual se caracteriza porque está conformada a partir de la sociedad de dos personas o más y por consecuencia todos lo socios son responsables de las deudas de la organización. La corporación es una persona de jurídica, creada por personas naturales para realizar una determinada actividad, estas poseen privilegios y responsabilidades distintas a sus accionistas.
Estas empresas son de gran importancia para el desarrollo de un país esto se debe a que dichas organizaciones generan ingresos al Estado por medio de los impuestos, los cuales son calculados con base en los ingresos que la empresa obtiene al momento de vender sus productos en el mercado. A lo largo de la historia estas empresas han llegado a expandirse a los distintos mercados de la economía como el área de los servicios (gas, transporte y electricidad), esto en algunos casos suele ser contraproducente, ya que los costos de los distintos servicios suelen elevarse ya que a diferencia de las empresa pública estas solo buscan el beneficio monetario.

## Tipos de empresa privada
- Empresa unipersonal: es el lugar donde se ve lo que son, los impuestos, empresas públicas. interviene los bienes y servicios, se encarga del mercado, salud, etc.

- Asociación: Una asociación es una forma de negocio en la que dos o más personas trabajan para el objetivo común de hacer ganancias. Cada socio tiene la responsabilidad total personal e ilimitada de las deudas contraídas por la sociedad. Existen tres diferentes tipos típicos de las clasificaciones para las asociaciones: asociaciones generales, sociedades limitadas y sociedades de responsabilidad limitada.

- Corporación: Una sociedad anónima es un tipo de sociedad de responsabilidad limitada con fines de lucro, o entidad con responsabilidad ilimitada que tiene una personalidad jurídica distinta de sus miembros. Una corporación es propiedad de varios accionistas, y es supervisado por un consejo de administración, que contrata a personal directivo de la empresa. Modelos de negocios también se han aplicado al sector estatal en forma de empresas de propiedad estatal. Una corporación puede ser de propiedad privada (es decir, en manos de unas pocas personas) o que cotiza en bolsa.

## La propiedad de acciones
En los países con mercados de comercio público, se suele entender por "empresa privada" una empresa cuyas acciones o participaciones no cotizan en bolsa. A menudo, las empresas privadas son propiedad de los fundadores de la empresa o sus familiares y herederos o por un pequeño grupo de inversores. A veces, los empleados también tienen acciones de empresas privadas. La mayoría de las pequeñas empresas son de propiedad privada, subsidiarias de las empresas que cotizan en bolsa, a menos que las acciones de la empresa se negocien directamente, estas tienen características tanto como de empresas privadas y empresas que cotizan en bolsa. Estas empresas suelen estar sujetas a los mismos requisitos de información que las empresas de propiedad privada, pero sus activos, pasivos y actividades también se incluyen en los informes de sus empresas matrices, como lo requiere la normativa contable y de la industria de valores en relación con los grupos de sociedades.

## Obligaciones y restricciones de Información
Las empresas de propiedad privada, por lo general tienen menos completo los requisitos de información y obligaciones de transparencia (a través de los informes anuales, etc) que las empresas que cotizan en bolsa hacen. Por ejemplo, en los Estados Unidos, a diferencia de Europa, las empresas de capital privado generalmente no están obligadas a publicar sus estados financieros, es decir, las empresas privadas no están obligadas a revelar informaciones que puedan ser potencialmente valiosas a los competidores y que puedan evitar la erosión inmediata de los clientes y la confianza de las partes interesadas en el caso de dificultades financieras. Además de los requisitos de información limitada y expectativas de los accionistas, las empresas privadas gozan de una mayor flexibilidad operativa al ser capaz de centrarse en el crecimiento a largo plazo. Además, los ejecutivos de empresas privadas pueden dirigir sus entidades sin aprobación de los accionistas, lo que les permite tomar medidas significativas y sin retrasos. En Australia, parte 2E de la Ley de Sociedades 2001 exige que las empresas que cotizan en bolsa presenten ciertos documentos relativos a su asamblea general anual en la Securities and Investments Commission de Australia, mientras que no hay ningún requisito similar para las empresas privadas. Las empresas de propiedad privada, a veces también tienen restricciones sobre el número de accionistas que posean. Por ejemplo, EE. UU. Securities Exchange Act of 1934, artículo 12 (g), los límites de una empresa privada, por lo general, son de menos de 2000 accionistas, y la Ley de Sociedades de Inversión de EE. UU. de 1940, exige el registro de las empresas de inversión que tengan más de 100 empleados.

## Diferencias entre una empresa privada y una empresa pública
- Las empresas públicas pertenecen al sector público (Administración central o local), y las empresas privadas pertenecen a individuos particulares. Las primeras se consideran públicas siempre y cuando el 51% de las acciones estén en manos del sector público.
- A diferencia de la empresa privada, la empresa pública no busca la maximización de sus beneficios, las ventas o cuota de mercado, sino que busca el interés general de la colectividad a la que pertenece.
- La diferencia entre empresa pública y privada no es absoluta. Por un lado, existen empresas mixtas, cuyo capital social es en parte público y en parte privado. Asimismo una empresa privada puede convertirse en empresa pública si el gobierno decide nacionalizarla. De forma análoga, una empresa pública puede pasar al sector privado tras un proceso de privatización
- El proceso de toma de decisiones de la empresa pública difiere de aquellas que pertenecen al sector privado en cuanto a que el poder de iniciativa parte del Estado, que lo ejerce estableciendo sus objetivos y controlando su actividad.
- La empresa privada no produce los artículos más necesarios para un país, sino aquellos que dejan un mayor margen de ganancias, mientras que las empresas públicas producen en su gran mayoría los artículos que necesita un país sin importar cual sea su margen de ganancia.

## Clases de empresarios
Dentro de las grandes empresas, donde existen accionistas que cotizan en el mercado bursátil, es posible diferenciar dos clases de empresarios:    
- El empresario riesgo: es el accionista, el cual arriesga su dinero comprando acciones de esa determinada empresa, con el objeto de percibir beneficios en forma de dividendos bursátiles (función directa de las expectativas de auge que tenga la empresa).
- El empresario decisión: es el presidente y conjunto de altos gerentes que integran el Consejo de Administración de la empresa, incluyendo su gerente general, sobre el que recaerá toda la carga de hacer ejecutar la política empresarial adoptada por dicho Consejo de Administración, que es el que rendirá cuentas, de su gestión,  al empresario riesgo, el cual decidirá si continúa depositando o no su confianza en el mismo, según los resultados económicos obtenidos y objetivos alcanzados y que, pueden, ser a la vez, accionistas de la empresa. El emprender una determinada opción empresarial sin saber, previamente, si va a salir bien o mal, genera, lógicamente, una incertidumbre empresarial, sin embargo, cuando se emprende esta determinada opción, sabiendo, previamente, la probabilidad matemática que existe de que salga bien o mal, asume un riesgo. Son, por tanto, conceptos básicos a tener en cuenta por la alta dirección de la empresa privada, pero nunca deben ser confundidos o mezclados.

## La empresa privada en un país en desarrollo
La empresa privada es sin lugar a dudas un pilar fundamental en la economía de los países en vía de desarrollo, estas organizaciones inciden en el modelo económico que adoptan los Estados, sin embargo estos países pagan el precio de perder el control y la posesión de empresas claves (servicios públicos, energéticas) que en manos de agentes privados terminan afectando a la población general de dicho país. Las empresas aportan a los Gobiernos ingresos por medio del pago de impuestos (los cuales ayudan en los ingresos de un país, a gran escala), estos impuestos se calculan sobre la base del beneficio que obtiene cualquier empresa por producir y comercializar sus productos, en el caso de empresas del sector extractivo que explotan recursos naturales del país, se debe adicionar el pago de regalías, con los recursos que se obtienen de estas contribuciones se logran desarrollar actividades que impactan positivamente a la población y mejorar la infraestructura de dicho país para atraer de manera más eficaz la inversión extranjera.
Con el fin de garantizar el mantenimiento del Estado, los países en vías de desarrollo han adoptado modelos económicos proteccionistas, en el caso de Colombia, por ejemplo, las industrias florecieron a la par que los dueños de estas eran parte del estado y legislaban para obtener beneficios que les permitieran hacer viables económicamente sus negocios, esta relación de los empresarios con el Estado llevó a que se crearan entidades como el SENA e ICBF por medio de las cuales las empresas pretendían ser más competitivas al tiempo que apoyaban la misión social del gobierno, ejemplo de esta ayuda es la creación de las cajas de compensación.